# Cacophony
Cacophony fue una banda de speed metal estadounidense de corta vida, originaria de San Francisco. Estuvo vigente entre 1986 y 1989 y presentaba un sonido dominado por un extremo virtuosismo en las guitarras, combinando solos basados en escalas exóticas con una fuerte influencia de la música clásica. La banda estuvo liderada por Jason Becker, uno de los guitarristas más virtuosos dentro del heavy metal, más específicamente el metal neoclásico, y por Marty Friedman, en ese tiempo virtuoso exguitarrista de Hawái.
Hay que decir que si bien esta banda se mantuvo en un círculo "underground", esta marcó la pauta y el ocaso de la última época del heavy metal a finales de la década de los 80' junto con el estilo al cual aportaron indudablemente.
Esta banda no continuó componiendo debido a una temprana enfermedad de uno de sus importantes integrantes, Jason Becker, el cual contrajo esclerosis lateral amiotrófica (ALS, el mal de Lou Gehrig), un mal que lo afecta paralizándole e impidiéndole progresivamente el uso de su aparato motor, lo que llevó definitivamente a un brusco término de tan importante y prometedora banda.

## Historia
Su primer álbum Speed Metal Symphony, fue predominantemente instrumental, fusionó un estilo clásico con las escalas exóticas de Friedman (evidentes en la canción "The Ninja"). 
Su segundo lanzamiento Go Off! fue un álbum más orientado a las canciones aunque aún seguía exhibiendo el virtuosismo de los dos guitarristas. 	
Además de Becker, de Friedman y de Marrino, entró un nuevo bajista y un nuevo baterista. La batería fue tocada por Deen Castronovo. Sin embargo la imagen del nuevo baterista Kenny Stavropoulos estaba incluido en la cubierta trasera del disco. Las guitarras ahora son más técnicas y la armonización de las líneas y de los solos es diferente del común de guitarras en el heavy metal de bandas como Iron Maiden o Judas Priest.

## Ruptura
Aunque el segundo tuvo una falla comercial. Cacophony se disolvió, por lo que Jason Becker se unió con David Lee Roth y Marty Friedman se unió a Megadeth. Becker y Friedman dejaron David Lee Roth y Megadeth respectivamente (En el caso de Becker debido a una Esclerosis lateral amiotrófica) Ambos lanzaron varios álbumes como solistas que incluyen una variedad amplia de música. El álbum de Jason Becker Perpetual Burn es considerado uno de los mejores álbumes shred neoclásicos de todos los tiempos.

## Discografía
- Speed Metal Symphony - 1987
- Go Off! - 1988

## Miembros
- Marty Friedman - Guitarra
- Jason Becker - Guitarra
- Jimmy O'Shea - Bajo
- Peter Marrino - Voz
- Kenny Stavropoulos - Batería
- Oriax Beniz - Bajo
- Deen Castronovo - Batería
- Craig Swain - Bajo
- Dan Bryant - Voz (en la última gira)